# Gambara
Gambara is een gemeente in de Italiaanse provincie Brescia (regio Lombardije) en telt 4641 inwoners (31-12-2004). De oppervlakte bedraagt 31,6 km², de bevolkingsdichtheid is 146 inwoners per km².
De volgende frazioni maken deel uit van de gemeente: Corvione.

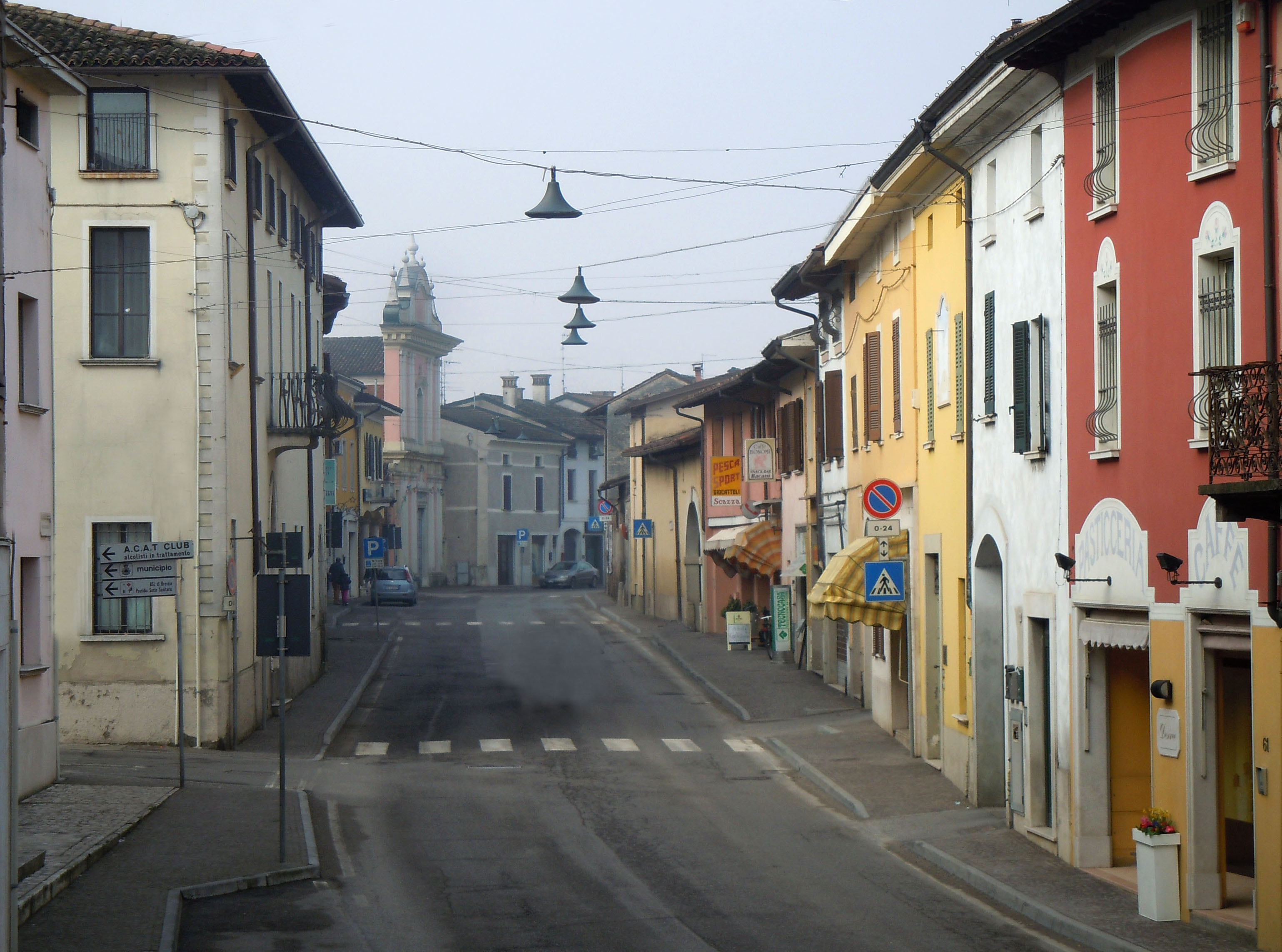
Via Garibaldi
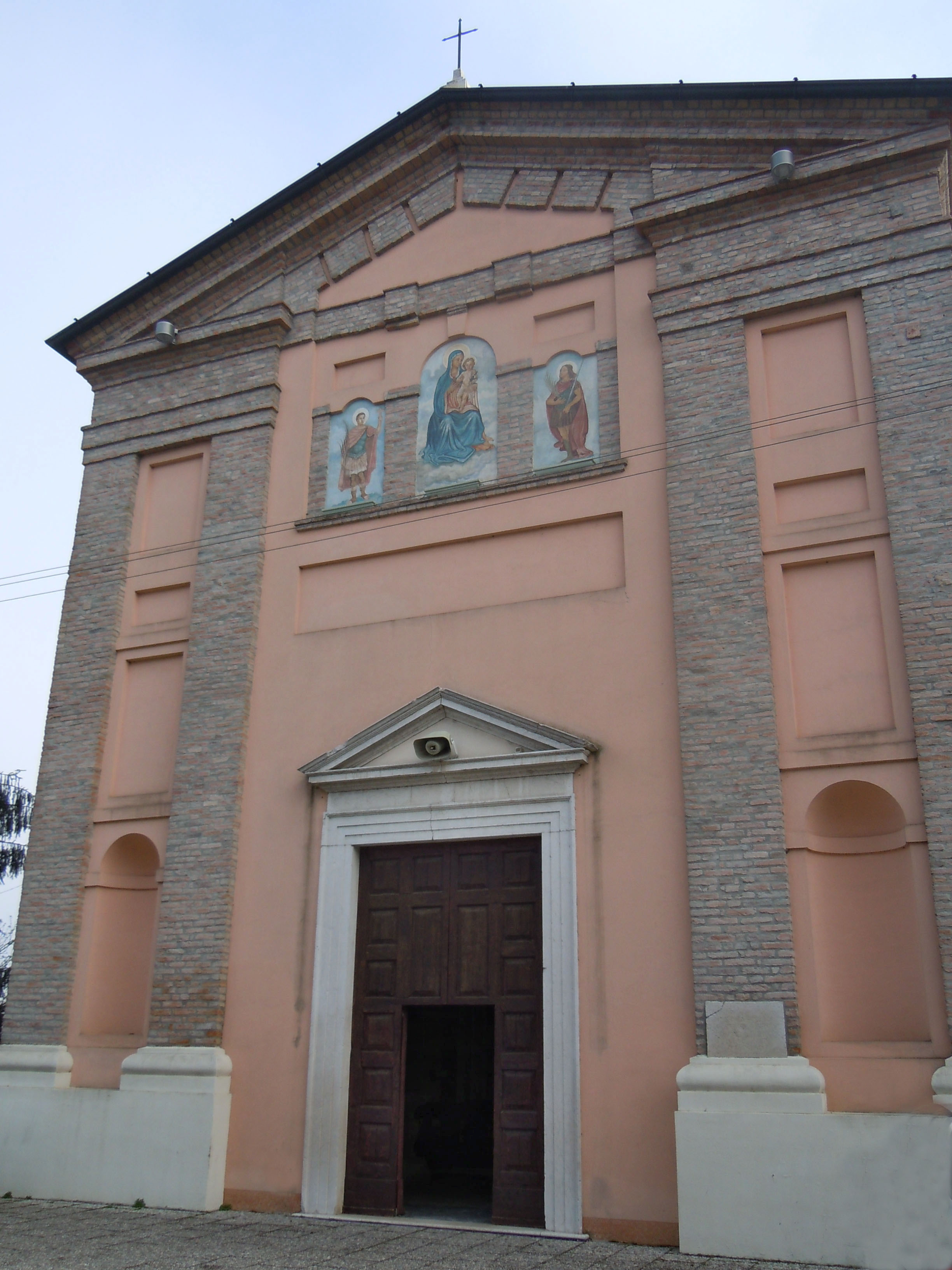
Madonna della Nevekerk
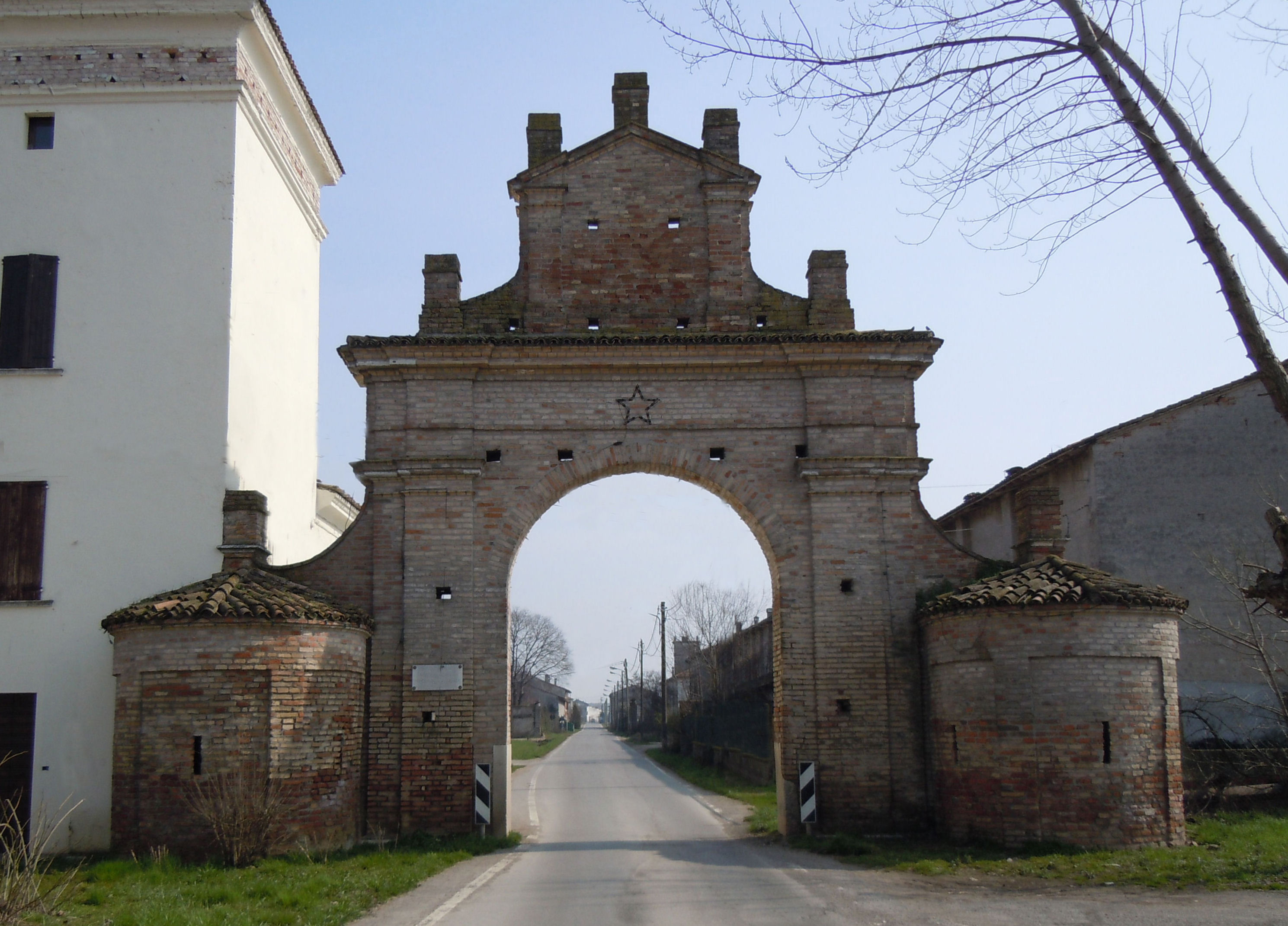
Porta di ingresso di Corvione

## Demografie
Gambara telt ongeveer 1798 huishoudens. Het aantal inwoners steeg in de periode 1991-2001 met 7,3% volgens cijfers uit de tienjaarlijkse volkstellingen van ISTAT.
| Jaar | Inwoneraantal |
| ---- | ------------- |
| 1991 | 4224          |
| 2001 | 4533          |

## Geografie
Gambara grenst aan de volgende gemeenten: Asola (MN), Fiesse, Gottolengo, Isorella, Ostiano (CR), Pralboino, Remedello, Volongo (CR).